# Cunaxa dentata
Cunaxa dentata är en spindeldjursart som beskrevs av Sergeyenko 2003. Cunaxa dentata ingår i släktet Cunaxa och familjen Cunaxidae. Inga underarter finns listade i Catalogue of Life.